# Cúp Puskás 2012
Cúp Puskás 2012 là mùa giải thứ năm của Cúp Puskás và diễn ra từ 6 đến 8 tháng Tư. Budapest Honvéd FC là đương kim vô địch và giành chức vô địch thứ 3 khi đánh bại Puskás Akadémia 7-0 trong trận chung kết.

## Đội bóng tham gia
- Austria Wien (được mời)
- Budapest Honvéd (đội cũ của Ferenc Puskás)
- Hagi Football Academy (được mời)
- Panathinaikos (đội cũ của Ferenc Puskás)
- Puskás Academy (chủ nhà)
- Real Madrid (đội cũ của Ferenc Puskás)

## Đội hình

### Puskás
- RÁCZ Tamás kapus/thủ môn 1995. 03. 28.
- WITTNER Máté kapus/thủ môn 1995. 06. 07.
- BAKSA Dénes védő/hậu vệ 1995. 02. 17.
- DOBSA Gergő védő/hậu vệ 1995. 04. 21.
- KIRÁLY Bence védő/hậu vệ 1995. 02. 20.
- LORENTZ Márton védő/hậu vệ 1995. 02. 01.
- SPANDLER Csaba védő/hậu vệ 1996. 03. 07.
- BÜKI Baltazár középpályás/tiền vệ 1995. 02. 19.
- FÉNYES Szabolcs középpályás/tiền vệ 1995. 04. 30.
- ILLÉS Gábor középpályás/tiền vệ 1995. 05. 22.
- OLDAL Tibor középpályás/tiền vệ 1995. 01. 26.
- SZELEI Donát középpályás/tiền vệ 1995. 10. 10.
- TÓTH Márk középpályás/tiền vệ 1995. 07. 16.
- VALLEJOS Dominique középpályás/tiền vệ 1995. 10. 22.
- ZSÓTÉR Donát középpályás/tiền vệ 1996. 01. 06.
- MOLNÁR Máté csatár/tiền đạo 1995. 03. 24.
- NÉMETH Erik csatár/tiền đạo 1996. 02. 07.
- TÓTH László csatár/tiền đạo 1995. 07. 09.
- VINCZE Viktor csatár/tiền đạo 1995. 09. 09.

### Panathinaikos
- Nestoras GEKAS kapus/thủ môn 1995. 03. 07.
- Konstantinos KOTSARIS kapus/thủ môn 1996. 07. 25.
- Panagiotis ARNAOUTO GLOUMÁLAGA védő/hậu vệ 1996. 05. 30.
- Adam ELGAMAL védő/hậu vệ 1995. 06. 26.
- Efstathitos NIKIFOROS védő/hậu vệ 1995. 08. 05.
- Andreas PLESSAS védő/hậu vệ 1996. 06. 10.
- Marios TZANOULINOS védő/hậu vệ 1996. 04. 15.
- Alexandros VOSDOU védő/hậu vệ 1995. 01. 16.
- Dimitrios MIRTHIANOS védő/hậu vệ 1995. 08. 13.
- David GIZGIZIAN középpályás/tiền vệ 1995. 07. 08.
- Nikolaos KRASONIS középpályás/tiền vệ 1995. 01. 25.
- Dimitrios NTAGRAS középpályás/tiền vệ 1995. 09. 04.
- Mario BAMICHA középpályás/tiền vệ 1996. 07. 03.
- Michal-Peter NEWMAN középpályás/tiền vệ 1996. 06. 20.
- Panagiotis STAIKOS középpályás/tiền vệ 1996. 02. 08.
- Maldin YMERAI középpályás/tiền vệ 1995. 03. 06.
- Anastasios DONIS csatár/tiền đạo 1996. 08. 29.
- Lampros THANAILAKIS csatár/tiền đạo 1995. 12. 17.

## Địa điểm
- Felcsút

Kết quả
Tất cả thời gian tính theo (UTC+2).

### Bảng A
| Đội bóng       | St | T | H | B | GF | BB | HS | Đ |
| -------------- | -- | - | - | - | -- | -- | -- | - |
| Puskás Academy | 2  | 1 | 1 | 0 | 4  | 3  | +1 | 4 |
| Panathinaikos  | 2  | 1 | 0 | 1 | 4  | 4  | +0 | 3 |
| Real Madrid    | 2  | 0 | 1 | 1 | 4  | 5  | -1 | 1 |

| Panathinaikos | 1-2 | Puskás Academy |
| ------------- | --- | -------------- |
|               |     |                |

| Puskás Academy | 2-2 | Real Madrid |
| -------------- | --- | ----------- |
|                |     |             |

| Panathinaikos | 3-2 | Real Madrid |
| ------------- | --- | ----------- |
|               |     |             |

### Bảng B
| Đội bóng              | St | T | H | B | GF | BB | HS | Đ |
| --------------------- | -- | - | - | - | -- | -- | -- | - |
| Budapest Honvéd       | 2  | 2 | 0 | 0 | 8  | 1  | +7 | 6 |
| Austria Wien          | 2  | 1 | 0 | 1 | 2  | 5  | -3 | 3 |
| Hagi Football Academy | 2  | 0 | 0 | 2 | 0  | 4  | -4 | 0 |

| Budapest Honvéd | 3-0 | Hagi Football Academy |
| --------------- | --- | --------------------- |
|                 |     |                       |

| Budapest Honvéd | 5-1 | Austria Wien |
| --------------- | --- | ------------ |
|                 |     |              |

| Hagi Football Academy | 0-1 | Austria Wien |
| --------------------- | --- | ------------ |
|                       |     |              |

### Tranh hạng 5
| Real Madrid | 3-0 | Hagi Football Academy |
| ----------- | --- | --------------------- |
|             |     |                       |

### Tranh hạng 3
| Panathinaikos | 0-0 (p. 4-5) | Austria Wien |
| ------------- | ------------ | ------------ |
|               |              |              |

### Chung kết
| Budapest Honvéd | 7-0 | Puskás Academy |
| --------------- | --- | -------------- |
|                 |     |                |